# Dalila Jakupovićová
Dalila Jakupovićová (* 24. března 1991 Jesenice) je slovinská profesionální tenistka. Ve své dosavadní kariéře na okruhu WTA Tour vyhrála dva deblové turnaje. V sérii WTA 125 si trofej odvezla z jedné deblové soutěže. V rámci okruhu ITF získala pět titulů ve dvouhře a osm ve čtyřhře.
Na žebříčku WTA byla ve dvouhře nejvýše klasifikována v listopadu 2018 na 69. místě a ve čtyřhře pak v září téhož roku na 38. místě. Trénuje ji její otec Senad Jakupović.
Ve slovinském fedcupovém týmu debutovala v roce 2014 základním blokem 1. skupiny zóny Evropy a Afriky proti Ukrajině, v němž prohrála dvouhru s Ljudmylou Kičenokovou a v páru s Andrejou Klepačovou i čtyřhru. Ukrajinky zvítězily 3:0 na zápasy. Do dubna 2021 v soutěži nastoupila k dvanácti mezistátním utkáním s bilancí 6–5 ve dvouhře a 2–4 ve čtyřhře.

## Tenisová kariéra
V rámci hlavních soutěží dvouhry na okruhu ITF debutovala v březnu 2008, když na turnaji v turecké Antalyi s dotací 10 tisíc dolarů postoupila z kvalifikace jako šťastná poražená. V úvodním kole podlehla Britce Amandě Carrerasové. Premiérový singlový titul v této úrovni tenisu vybojovala v březnu 2012 na aurangábádském turnaji s rozpočtem deset tisíc dolarů. Ve finále přehrála Thajku Peangtarn Plipuečovou po dvousetovém průběhu.
V singlu okruhu WTA Tour debutovala na dubnovém Monterrey Open 2014, kde poprvé zvládla projít tříkolovou kvalifikací. Na úvod hlavní soutěže podlehla thajské kvalifikantce Luksice Kumkhumové po dvousetovém průběhu. První vítězný zápas vybojovala na Taiwan Open 2017, kde jako kvalifikantka vyřadila Italku Francescu Schiavoneovou, hrající v poslední své profesionální sezóně, aby následně skončila na raketě druhé nasazené Australanky Samanthy Stosurové.
Do premiérového finále na okruhu WTA Tour nastoupila na dubnovém Monterrey Open 2017, když ve finále čtyřhry s Ukrajinkou Nadijou Kičenokovou podlehly dvojici Nao Hibinová a Alicja Rosolská ve dvou setech. O tři týdny později na dubnovém Istanbul Cupu 2017 vyhrála se stejnou spoluhráčkou první titul WTA po finálové výhře ve čtyřhře nad čtvrtým nasazeným americko-belgickým párem Nicole Melicharová a Elise Mertensová.
Debut v kvalifikaci nejvyšší grandslamové kategorie zaznamenala na US Open 2016, kde v úvodním kole nenašla recept na Srbku Ivanu Jorovićovou. Následovala šňůra čtyř porážek v prvních kvalifikačních kolech všech grandslamů sezóny 2017.

## Finále na okruhu WTA Tour
| Legenda                           |
| --------------------------------- |
| D – dvouhra; Č – čtyřhra          |
| Grand Slam (0)                    |
| Turnaj mistryň (0)                |
| Premier Mandatory & Premier 5 (0) |
| Premier (0)                       |
| International (2–3 Č)             |

### Čtyřhra: 5 (2–3)
| Stav       | č. | datum          | turnaj              | povrch | spoluhráčka          | soupeřky ve finále                   | výsledek      |
| ---------- | -- | -------------- | ------------------- | ------ | -------------------- | ------------------------------------ | ------------- |
| Finalistka | 1. | 9. dubna 2017  | Monterrey, Mexiko   | tvrdý  | Nadija Kičenoková    | Nao Hibinová Alicja Rosolská         | 2–6, 6–7(4–7) |
| Vítězka    | 1. | 30. dubna 2017 | Istanbul, Turecko   | antuka | Nadija Kičenoková    | Nicole Melicharová Elise Mertensová  | 7–6(8–6), 6–2 |
| Finalistka | 2. | 15. října 2017 | Tchien-ťin, ČLR     | tvrdý  | Nina Stojanovićová   | Irina-Camelia Beguová Sara Erraniová | 4–6, 3–6      |
| Vítězka    | 2. | 15. dubna 2018 | Bogotá, Kolumbie    | antuka | Irina Chromačovová   | Mariana Duqueová Nadia Podoroská     | 6–3, 6–4      |
| Finalistka | 3. | 28. září 2019  | Taškent, Uzbekistán | tvrdý  | Sabrina Santamariová | Hayley Carterová Luisa Stefaniová    | 3–6, 6–7(4–7) |

## Finále série WTA 125
| Legenda                  |
| ------------------------ |
| D – dvouhra; Č – čtyřhra |
| WTA 125 (0–1 D; 4–4 Č)   |

### Dvouhra: 1 (0–1)
| Stav       | č. | datum              | turnaj        | povrch | soupeřka ve finále | výsledek |
| ---------- | -- | ------------------ | ------------- | ------ | ------------------ | -------- |
| Finalistka | 1. | 26. listopadu 2017 | Bombaj, Indie | tvrdý  | Aryna Sabalenková  | 2–6, 3–6 |

### Čtyřhra: 8 (4–4)
| Stav       | č. | datum              | turnaj                           | povrch    | spoluhráčka               | soupeřky ve finále                       | výsledek         |
| ---------- | -- | ------------------ | -------------------------------- | --------- | ------------------------- | ---------------------------------------- | ---------------- |
| Finalistka | 1. | 12. listopadu 2017 | Hua Hin, Thajsko                 | tvrdý     | Irina Chromačovová        | Tuan Jing-jing Wang Ja-fan               | 3–6, 3–6         |
| Finalistka | 2. | 26. listopadu 2017 | Bombaj, Indie                    | tvrdý     | Irina Chromačovová        | Victoria Rodriguezová Bibiane Schoofsová | 5–7, 6–3, [7–10] |
| Vítězka    | 1. | 5. května 2018     | An-ning, ČLR                     | tvrdý     | Irina Chromačovová        | Kuo Chan-jü Sun Sü-liou                  | 6–1, 6–1         |
| Finalistka | 3. | 17. listopadu 2019 | Tchaj-pej, Tchaj-wan             | koberec   | Danka Kovinićová          | Wu Fang-sien Lee Ja-süan                 | 6–4, 4–6, [7–10] |
| Finalistka | 4. | 26. září 2019      | Columbus, Spojené státy americké | tvrdý (h) | Nuria Párrizasová Díazová | Wang Sin-jü Čeng Saj-saj                 | 1–6, 1–6         |
| Vítězka    | 2. | 5. června 2022     | Makarska, Chorvatsko             | antuka    | Tena Lukasová             | Olga Danilovićová Aleksandra Krunićová   | 5–7, 6–2, [10–5] |
| Vítězka    | 3. | 23. července 2023  | Jasy, Rumunsko                   | antuka    | Veronika Erjavecová       | Irina Baraová Monica Niculescuová        | 6–4, 6–4         |
| Vítězka    | 4. | 23. září 2023      | Parma, Itálie                    | antuka    | Irina Chromačovová        | Anna Bondárová Kimberley Zimmermannová   | 6–2, 6–3         |

## Finále na okruhu ITF
| Dotace turnajů okruhu ITF | Dotace turnajů okruhu ITF |
| ------------------------- | ------------------------- |
| 100 000 $ tournaments     | 80 000 $ tournaments      |
| 75 000 $ tournaments      | 60 000 $ tournaments      |
| 50 000 $ tournaments      | 25 000 $ tournaments      |
| 15 000 $ tournaments      | 10 000 $ tournaments      |

### Dvouhra: (6 titulů)
| č. | datum            | turnaj              | povrch | soupeřka ve finále   | výsledek           |
| -- | ---------------- | ------------------- | ------ | -------------------- | ------------------ |
| 1. | 10. března 2012  | Aurangábád, Indie   | antuka | Peangtarn Plipuečová | 6–4, 7–5           |
| 2. | 28. února 2015   | Aurangábád, Indie   | antuka | Chan Sin-jün         | 6–7(5–7), 6–4, 6–4 |
| 3. | 9. července 2016 | Turín, Itálie       | antuka | Lina Gjorcheská      | 7–5, 6–4           |
| 4. | 14. srpna 2016   | Hechingen, Německo  | antuka | Cindy Burgerová      | 6–3, 4–6, 7–6(7–5) |
| 5. | 25. března 2018  | Canberra, Austrálie | antuka | Destanee Aiavová     | 6–4, 6-4           |
| 6. | 27. srpna 2023   | Bydhošť, Polsko     | antuka | Nika Radišićová      | 6–2, 6–1           |

### Čtyřhra (14 titulů)
| č.  | datum              | turnaj                | povrch    | spoluhráčka                | poražené finalistky                          | výsledek              |
| --- | ------------------ | --------------------- | --------- | -------------------------- | -------------------------------------------- | --------------------- |
| 1.  | 19. června 2009    | Melilla, Španělsko    | tvrdý     | Zuzana Zlochová            | Lucia Kovarčíková Davinia Lobbingerová       | 6–2, 6–4              |
| 2.  | 28. ledna 2011     | Kalkata, Indie        | antuka    | Nicole Clericová           | Ankita Rainová Poojašree Venkatešová         | 6–3, 6–1              |
| 3.  | 9. března 2012     | Aurangábád, Indie     | antuka    | Sarah-Rebecca Sekulicová   | Peangtarn Plipuečová Varundža Vongteančajová | 6–1, 6–3              |
| 4.  | 14. listopadu 2015 | Bratislava, Slovensko | tvrdý (h) | Anne Schäferová            | Michaela Hončová Chantal Škamlová            | 6–7(5–7), 6–2, [10–8] |
| 5.  | 12. prosince 2015  | Káhira, Egypt         | antuka    | Valentyna Ivachněnková     | Martina Caregarová Réka Luca Janiová         | bez boje              |
| 6.  | 8. července 2016   | Turín, Itálie         | antuka    | Lina Gjorcheská            | Alice Matteucciová Sofia Šapatavová          | 6–3, 6–3              |
| 7.  | 5. ledna 2018      | Playford, Austrálie   | tvrdý     | Irina Chromačovová         | Džunri Namigatová Erika Semaová              | 2-6, 7-5, [10-5]      |
| 8.  | 23. března 2018    | Canberra, Austrálie   | antuka    | Priscilla Honová           | Makoto Ninomijová Miju Katová                | 6-4, 4-6, [10-7]      |
| 9.  | 29. května 2022    | Grado, Itálie         | antuka    | Alena Fominová-Klotzová    | Eudice Chongová Liang En-šuo                 | 6–1, 6–4              |
| 10. | 17. července 2022  | Liepāja, Lotyšsko     | antuka    | Ivana Jorovićová           | Emily Appletonová Prarthana Thombareová      | 6–4, 6–3              |
| 11. | 30. dubna 2023     | Istanbul, Turecko     | antuka    | Irina Chromačovová         | Valerija Strachovová Priscilla Honová        | 7–6(3), 6–4           |
| 12. | 14. května 2023    | Záhřeb, Chorvatsko    | antuka    | Valentini Grammatikopoulou | Carole Monnetová Antonia Ružićová            | 6–2, 7–5              |
| 13. | 20. srpna 2023     | Vratislav, Polsko     | antuka    | Jekatěrine Gorgodzeová     | Weronika Ewaldová Daria Kuczerová            | 6–4, 4–6, [10–7]      |
| 14. | 27. srpna 2023     | Bydhošť, Polsko       | tvrdý     | Nika Radišićová            | Zuzanna Pawlikowská Malwina Rowińská         | 6–4, 6–2              |